# Климкевич (Шміґельська) Ірина Романівна
Ірина Романівна Климкевич (Шміґельська) (нар. 1893, с. Балинці, нині Коломийський район, Івано-Франківська область – пом. 28 листопада 1956, Відень, Австрія) – педагогиня, письменниця, санітарна хорунжа Української Галицької Армії. Дружина Михайла Климкевича, мати Романа Климкевича, сестра Полікарпа Шміґельського, племінниця Івана Шміґельського.

## Життєпис
Народилася 1893 р. в с. Балинці, повіту Коломия в сім’ї греко-католицького священника о. Романа Шміґельського та учительки народних шкіл, німкені Марії Даймель (Deimel). Навчалася в учительській семінарії у Львові. Упродовж Першої світової війни перебувала в евакуації у Відні, де пройшла курси військових санітарів.
Після закінчення війни повернувся до Львова, де в дні Листопадового чину разом з братом Полікарпом зголосилася до ратуші допомагати в налагодженні українського міського управління в столиці Галичини. Під натиском польської армії разом з українськими військовими частинами відступила зі Львова до Бережан, де добровольцем вступила до санітарної служби в Українській Галицькій Армії. Брала участь у польсько-українській війні в Галичині як санітарна хорунжа Козацького загону ім. Ґонти під час штурму Львова, у с. Дунаїв організувала польовий шпиталь, а з березня 1919 р.  була санітарним шефом 1-го куреня 10-ї Янівської бригади УГА. Після переходу УГА за ріку Збруч виборювала незалежність Української Народної Республіки (УНР) в більшовицько-українській війні.  Була учасницею боїв за Вінницю, Бердичів, Київ. У Вінниці восени 1919 р. одружилася із сотником УГА Михайлом Климкевичем. У квітні 1920 р. інтернована поляками в с. Фридрихівка (нині в складі м. Волочиськ Хмельницької області), де в таборі інтернованих вояків УГА 9 травня 1920 р. народила сина Романа.
Після звільнення з табору повернулася до Галичини, де вчителювала у школах Львова. У міжвоєнному часі публікувала в українській періодиці власні спомини про участь у національно-визвольних змаганнях, писала патріотичні оповідання для дітей і молоді, досліджувала участь жінок у бойових діях УГА. У 1944 р. виїхала до Австрії, де проживала, померла 28 листопада 1956 р. й похована у Відні.

## Літературна творчість
Спогади:
- Слідами козацького загону ім. Ґонти. (З моїх споминів). Жіноча доля. Коломия. Ч. 11. Листопад  1926 р. С. 6 – 7.
- Святий Вечір в окопах на Лисій Горі. Жіноча доля. Коломия. Ч. 1. 1 січня  1927 р. С. 6 – 7.
- Великдень у Жмеринці. Жіноча доля. Коломия. Ч. 8-9. 15 квітня і 1 травня  1927 р. С. 10.
- Під Городком та Яновом. З історії Козацького Загону ім. Ґонти.  Жіноча доля. Коломия. Ч. 21. 1 листопада 1928 р. С. 6 – 7.
- Наступ на цукроварню. Жіноча воля. Коломия. Ч. 21. 1 листопада  1937 р. С. 3.
- Кватира у Хайки. (Воєнний спомин). Літопис червоної калини. Ч. 3. Березень 1930 р. С. 10 – 11.
- Вірна Служба. Жінка. Львів. Ч. 21-22. Листопад 1936 р. С. 4.
- З моїх споминів. (Виїмок з історії козацького загону ім. Ґонти). Калєндар «Червоної калини» на 1925 рік. Львів; Київ: наклад. вид-ва «Червона калина», 1924. С. 97 – 99.
- Низка споминів про отамана Кирила Карася. Історичний календар-альманах «Червоної калини» на 1928 рік. Львів: наклад. вид-ва «Червона калина», 1927. С. 150 – 153.
- Великдень у Жмеринці. Історичний календар-альманах «Червоної калини» на 1930 рік. Львів: наклад. вид-ва «Червона калина», 1929. С. 68 – 69.
- Мітинґ (Воєнний спомин). Історичний календар-альманах «Червоної калини» на 1931 рік. Львів: наклад. вид-ва «Червона калина», 1930. С. 92 – 96.

Оповідання:
- Дід Опанас (Уривок). Жіноча доля. Коломия. Ч. 27. 1 листопада  1932 р. С. 4 – 5.
- Дід Опанас. Літопис Червоної Калини. 1933. Чис. 7-8. С. 19 – 21.
- Полум’я. Жіноча доля. Коломия. Ч. 20 – 21. 15 жовтня – 1 листопада  1937 р. С. 3 – 4.
- Малі лицарі. Наш світ. Альманах «Жіночої долі», з додатком календаря на рік 1928. Коломия, 1927. С. 59 – 69.
- Найменший візник І-го Корпуса У.Г.А. Наша книга. Альманах «Жіночої долі», з додатком календаря на рік 1929. Коломия, 1928. С. 65 – 71.
- Для Тебе все. Для неї – все! Альманах «Жіночої долі», з додатком календаря на рік 1930. Коломия, 1929. С. 56 - 62.
- Різдвяна мрія (Спомин з часів мандрівки по Херсонщині). Історичний календар-альманах «Червоної калини» на 1929 р. Львів: наклад. вид-ва «Червона калина», 1928. С. 132 – 139.
- Уляна. Історичний календар-альманах «Червоної калини» на 1932 р. Львів: наклад. вид-ва «Червона калина», 1931. С. 105 – 112.

Дослідження:
- Список померлих жінок, членів УГА. Жінка. Львів, 1936. Ч. 21-22; Жіноча доля. Коломия. Ч. 20-21. 15 жовтня – 1 листопада 1937 р. С. 3.

Переклади:
- Лукашевич Клавдія. Бунт ляльок: Фантастична комедійка в трьох діях зі співами й танцями / переробила з російського Ірина Шміґельська. Львів: Світ Дитини, 1922. 32 с.